# Villers-sous-Saint-Leu

Villers-sous-Saint-Leu este o comună în departamentul Oise, Franța. În 1 ianuarie 2022 avea o populație de 2.301 de locuitori.